# 大西洋

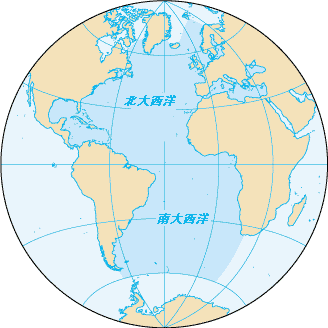
大西洋

大西洋（たいせいよう、英: Atlantic Ocean、羅: Oceanus Atlanticus）は、ヨーロッパ大陸とアフリカ大陸、アメリカ大陸の間にある海である。南大西洋と北大西洋とに分けて考えることもある。
おおまかに言うと、南大西洋はアフリカ大陸と南アメリカ大陸の分裂によって誕生した海洋であり、北大西洋は北アメリカ大陸とユーラシア大陸の分裂によって誕生した海洋である。これら大陸分裂は、ほぼ同時期に発生したと考えられており、したがって南大西洋と北大西洋もほぼ同時期に誕生したとされる。

## 地理
大西洋の面積は約8660万平方km。これはユーラシア大陸とアフリカ大陸の合計面積よりわずかに広い面積である。大西洋と太平洋との境界は、南アメリカ大陸最南端のホーン岬から南極大陸を結ぶ、西経67度16分の経線と定められている。また、インド洋との境界は、アフリカ大陸最南端のアガラス岬から南極大陸を結ぶ、東経20度の経線と定められている。そして、南極海との境界は、南緯60度の緯線と定められている。大西洋の縁海としては、アメリカ地中海（メキシコ湾、カリブ海）、地中海、黒海、バルト海があり、縁海との合計面積は約9430万平方kmである。大西洋の幅が一番狭くなるのはアフリカ大陸西端と南アメリカ大陸北東端の間であり、距離は約2870kmである。

### 水深
他の大洋と比較した場合、大西洋の特徴は、水深の浅い部分の面積が多いことである。とは言っても大西洋に水深4000mから5000mの部分の面積が最も多いということは、他の大洋と変わらない。しかし、全海洋平均では31.7%がこの区分に属するが、大西洋の場合は30.4%である。そして、水深0mから200m、いわゆる大陸棚の面積が大西洋では8.7%を占める（太平洋5.6%）、0mから2000mの区分では19.8%（同12.9%）となる。このため、大西洋の平均深度は三大大洋（太平洋、大西洋、インド洋）のうち最も浅い3736mである。なお、大西洋での最深地点はプエルトリコ海溝に位置し、8605mである。

### 海底

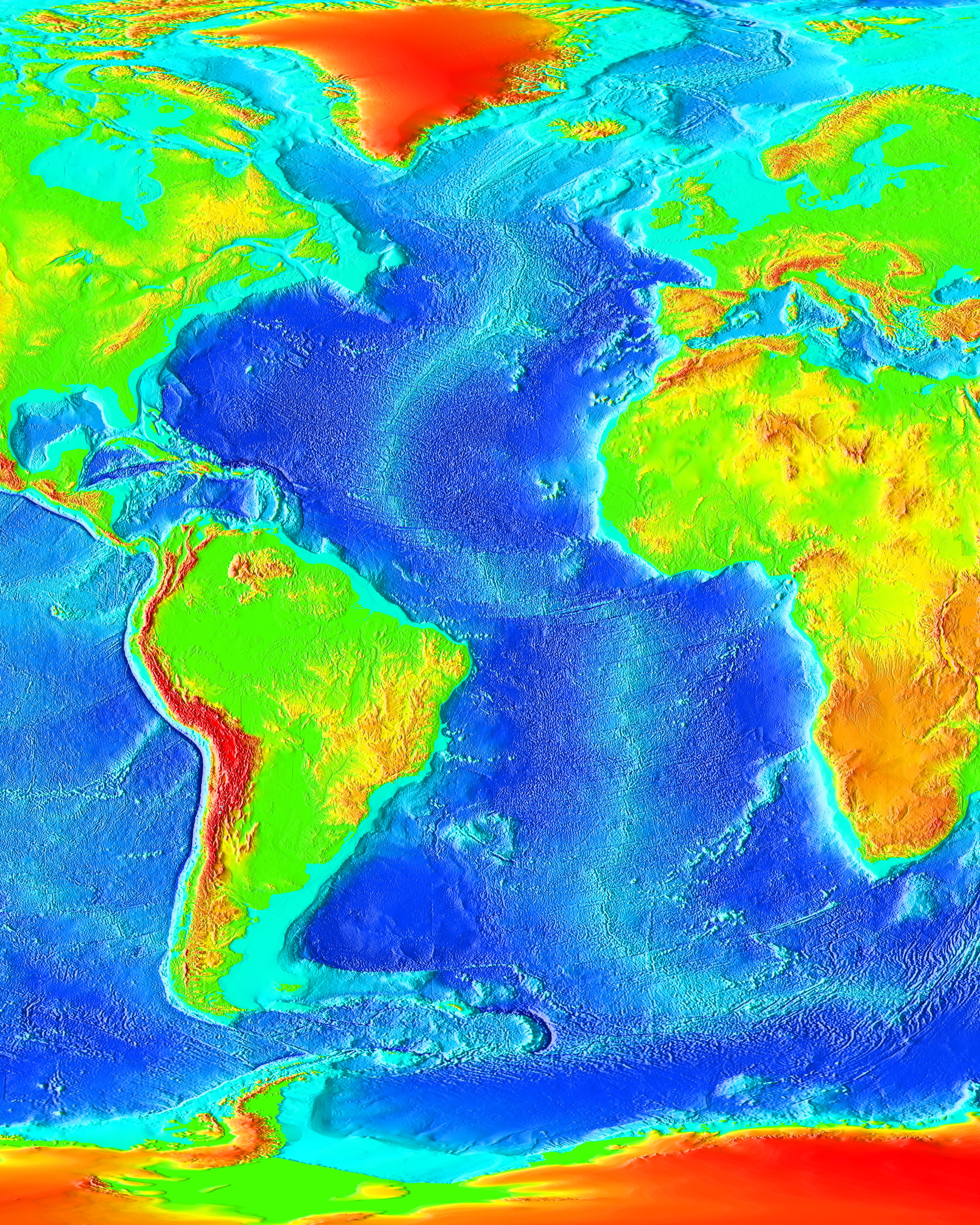
大西洋と大陸の地形図

海洋底の骨格となる構造は、アイスランドから南緯58度まで大西洋のほぼ中央部を南北に約16000kmに渡って連なる大西洋中央海嶺である。なお、海嶺（海底にある山脈）の頂部の平均水深は2700mである。三畳紀にパンゲア超大陸がプレート運動によって南北米大陸と欧州・アフリカ大陸に分裂し、大西洋海底が拡大していった。中央海嶺はマントルからマグマが噴き出た場所である。太平洋と比較すると、海嶺（大西洋中央海嶺を除く）や海山の発達に乏しい。大西洋はほぼ大西洋中央海嶺の働きだけで形成された大洋であり、このため両岸の海岸線は海嶺が形成されて分裂する前の形状を残している。この海岸線の類似は、アルフレート・ヴェーゲナーに大陸移動説を発想させ、プレートテクトニクス理論を発達させる契機となった。
海底に泥や砂あるいは生物遺骸が堆積しているのは、他の大洋と同様だが、大西洋は他の大洋と比べて、水深の浅い場所が多い。大西洋の沿岸部では河川などによって陸から運ばれた物質が溜まって、厚く堆積している。そして沖合（遠洋）には、粒子の細かい赤色粘土、軟泥（プランクトン死骸など）が堆積している。こうした大西洋の堆積物は、最大で約3300m堆積している。大西洋の堆積物は、太平洋の堆積物と比べると非常に厚い。この理由としては、太平洋に比べ大西洋が狭く、堆積物の主な供給源である陸地からどこもあまり離れていないこと、太平洋に比べて注ぎ込む大河が多い上に、河川の流域面積も広く、河川が侵食して運搬してきた大量の土砂などが流れ込むことなどが挙げられる。大西洋に流れ込む河川中でもっとも土砂の流入量が多いのはアマゾン川で、年に14億トン以上の土砂を大西洋に運び込む。
また、海底にはマンガン団塊のような自生金属鉱物も見られる。マンガン団塊は大西洋の深海部に広く分布するが、なかでも南大西洋に多い。

### 海水
大西洋の平均水温は4℃、平均塩分濃度は35.3‰。この水温と塩分濃度は、ともに他の大洋とほぼ同じである。なお、海水の塩分濃度は均一ではなく、熱帯降雨が多い赤道の北や、極地方、川の流入がある沿岸部で低く、降雨が少なく蒸発量が大きい北緯25度付近と赤道の南で高い。また、水温は極地方での-2℃から赤道の北の29℃まで変化する。なお、大西洋の南緯50度付近には、表面付近の海水温が急に2度〜3度変化する潮境が存在し、ここは南極収束線と呼ばれる

。
ちなみに、この南極収束線はインド洋や太平洋にも存在し、インド洋の場合も南緯50度付近だが、太平洋は南緯60度付近と位置が大きく異なっている

。
また、属海である地中海は高温乾燥地域にあるため高温・高塩分であるが、ここからジブラルタル海峡を通って流れ出た水は比重が重いために沈み込みながら数千kmにわたって特徴を保ち続ける。

### 海流

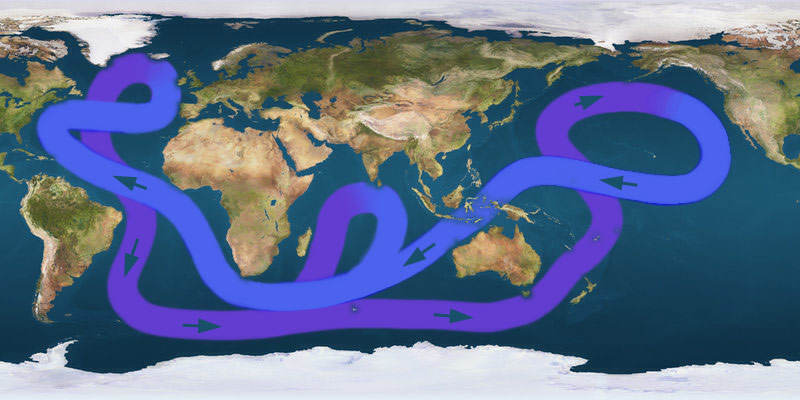
海水大循環

大西洋の表層に存在する主な海流は、北から、東グリーンランド海流（北部、寒流）、北大西洋海流（北部、暖流）、ラブラドル海流（北西部、寒流）、メキシコ湾流（西部、暖流）、カナリア海流（東部、寒流）、アンティル海流（西部、暖流）、北赤道海流（東部、暖流）、赤道を超えて、南赤道海流（西部、暖流）、ベンゲラ海流（東部、寒流）、ブラジル海流（西部、暖流）、フォークランド海流（南部、寒流）である。このうち、北大西洋においてはメキシコ湾から北アメリカ大陸東岸を通って西ヨーロッパへと流れるメキシコ湾流の西部、そこからアフリカ大陸西岸を南下するカナリア海流、アフリカ西岸から赤道の北を西へ流れカリブ海やメキシコ湾にまで流れる北赤道海流は、北大西洋亜熱帯循環と呼ばれる時計回りの環流をなしている。同じく南大西洋においても、アフリカ西岸からブラジル北東部にまで東に流れる南赤道海流、南アメリカ大陸東岸を南流するブラジル海流、南アメリカ大陸南部から南極環流の北縁を東に流れる南大西洋海流、そしてアフリカ大陸南端から北上するベンゲラ海流は、南大西洋亜熱帯循環と呼ばれる反時計回りの環流をなしており、大西洋には南北二つの環流が存在していることとなる。
大西洋の海流の中で最も強く流量があり、また重要な役割を果たしているのはメキシコ湾流である。メキシコ湾流は北アメリカ大陸東岸から西ヨーロッパ沿岸を通り北海から北極海方面へと抜けるが、この海流がもたらす熱量は膨大なものであり、この海流の影響によってイギリスやヨーロッパ大陸西岸は緯度に比べて温暖な気候となっている。この地域の、夏季はそれほど気温が上がらないものの冬季も気温がさほど下がらず温暖な気候は西岸海洋性気候としてケッペンの気候区分のひとつとされている。逆にメキシコ湾流はアフリカ北岸で南流して寒流となるカナリア海流は寒流であるため付近で上昇気流を発生させないため、沿岸はサハラ砂漠の一部となっている。また、ベンゲラ海流も同様であり、沿岸のナミビアの海岸は典型的な西岸砂漠となり、ナミブ砂漠を形成している。
また、現在の地球の海には地球全体を巡る海水大循環があるが、この大循環の起点は北大西洋にある。北大西洋の極海で冷やされた海水は北大西洋深層水として沈み込み、大西洋深層流として南下し、太平洋やインド洋で暖められて表層水となり、インド洋から流入して北上して戻ってくる。これらの海流（循環）は、地球全体の気候に影響を与えるくらいに、多くの熱を輸送している。
ところで、北大西洋の中央部にあるサルガッソ海には、目立った海流が無い。これは、南赤道海流・メキシコ湾流・北大西洋海流・カナリア海流によって構成される大循環の中心に位置し、これらの循環から取り残された位置に、このサルガッソ海が存在するからである。また、ちょうどこの場所は亜熱帯の無風帯に属するため風もほとんど吹かない。このため上記4海流から吹き寄せられた海藻類（いわゆる流れ藻）が多く、風がない上に海藻が船に絡みつくことから、航海に帆船を使用していた時代には難所として知られていた。なお、このサルガッソ海付近は、大西洋の中でも海水面が少し高くなっている場所であることでも知られている

。

### 流入河川
大西洋には各大陸から多くの河川が流入する。流入河川のうち水量・長さとも最も大きいのは南アメリカ大陸から流れ込むアマゾン川である。アマゾン川のほかにも、南アメリカ大陸からはオリノコ川やラプラタ川、サンフランシスコ川などの大河川が流れ込む。なかでもラプラタ川は南アメリカ大陸南部の大半を流域にもち、アマゾン川流域と南アメリカ大陸を二分する広大な流域面積を持つ。北アメリカ大陸でもっとも重要な流入河川はセントローレンス川である。河川自体の長さはそれほどでもないが、五大湖を水源に持ち広大な流域面積を持つ。それ以外にもハドソン川など多くの河川が流入するが、アパラチア山脈が大西洋岸からそれほど遠くないところを走っているため、大西洋に直接流入する河川はそれほど長くない。アフリカ大陸からの流入河川では、西アフリカのニジェール川と中部アフリカのコンゴ川が特に大きい。そのほかにも、セネガル川やオレンジ川など多数の河川が流入する。ヨーロッパ大陸からは、グアダルキビル川、タホ川、ドウロ川、ジロンド川、ロワール川などが流入する。

## 生物
大西洋は生物の種数が比較的少なく、様々な分類群において太平洋やインド洋に比べて数分の1程度の種数しか持たない。これは、大西洋が大陸移動によって作られた新しい海であること、他の海洋とは南北の極地でしか繋がっていないために生物の移動が困難であることなどによると考えられる。ちなみに、大西洋の魚類の総種数より、アマゾン川の淡水魚の種数の方が多いとも言われる。
大西洋の各地には漁場が点在するが、とくに大西洋北部はメキシコ湾流が寒冷な地方にまで流れ込むために海水の攪拌がおき、世界屈指の好漁場となっている。メキシコ湾流とラブラドル海流が出会う北アメリカ・ニューファンドランド沖のグランドバンクや、北海やアイスランド沖などの大西洋北東部が特に好漁場となっている。北大西洋の生産性は全般的に高いが、サルガッソ海だけは貧栄養で漁獲量も非常に少ない。しかしこのサルガッソ海はウナギの産卵場所となっており、ヨーロッパウナギやアメリカウナギはここで産卵し生育したのち各大陸に向かう。
南大西洋はベンゲラ沖に湧昇域があり、アフリカ沿岸は豊かな漁場で南アメリカ沿岸も生産性は低くないが、大洋の中央部はメキシコ湾流のような豊かに栄養分を含む海流が存在しないため、生産性は非常に低い。

## 名称
英語のアトランティック・ オーシャン（Atlantic Ocean）はプラトンの『ティマイオス』や『クリティアス』に登場する伝説の大陸アトランティスに因む。
明代末の中国では1602年にイエズス会士マテオ・リッチが世界地図『坤輿万国全図』を作成した。この地図は世界の地理名称をすべて漢語に翻訳したものでポルトガルの西海岸に「大西洋」という記述がある。
マテオ・リッチの世界地図『坤輿万国全図』は日本にも伝来し、1698年頃に書かれた渋川春海の『世界図』ではポルトガル沖に「大西洋」と記されている。幕末、アトランティック・ オーシャンという呼び名が伝来し、永井則の『銅版万国方図』（1846年）や箕作阮甫の『新模欧邏巴図』（1851年）では「亜太臘海」、山路諧孝『重訂万国全図』（1855年）では「壓瀾的海」という漢字を当てた表記が使われたが名称として定着しなかった。

## 歴史

### 古代・中世
大西洋沿岸のほぼすべての地域には有史以前から人類が居住していた。紀元前6世紀ごろからは、カルタゴが大西洋のヨーロッパ沿岸を北上してイギリスのコーンウォール地方と錫の交易を行っていた。その後もヨーロッパ近海では沿岸交易が行われていた。1277年には、地中海のジェノヴァ共和国のガレー船がフランドルのブリュージュ外港のズウィン湾に到着し、これによって大西洋を経由し北海・バルト海と地中海を直接結ぶ商業航路が開設され、ハンザ同盟が力を持っていた北海・バルト海航路と、ヴェネツィアやジェノヴァが中心となる地中海航路が直接結びつくこととなった。この大西洋航路の活発化により、それまでの内陸のシャンパーニュ大市に代わってフランドルのブリュージュが、その後はアントウェルペンがヨーロッパ南北航路の結節点となり、ヨーロッパ商業の一中心地となった。
最も古い大西洋横断の記録は、西暦1000年のレイフ・エリクソンによるものである。これに先立つ9世紀ごろから、ヴァイキングの一派であるノース人が本拠地のノルウェーから北西に勢力を伸ばし始め、874年にはアイスランドに殖民し、985年には赤毛のエイリークがグリーンランドを発見した。そして、赤毛のエイリークの息子であるレイフ・エリクソンがヴィンランド（現在のニューファンドランドに比定される）に到達した。しかしこの到達は一時的なものに終わり、グリーンランド植民地も15世紀ごろには寒冷化により全滅してしまう。

### 大航海時代
一方そのころ、南のイベリア半島においてはポルトガルのエンリケ航海王子が1416年ごろからアフリカ大陸沿いに探検船を南下させるようになった。この探検船はその頃開発されたキャラック船やキャラベル船を利用し航海の安全性を上げており、これによって遠方の探検が可能になった。1419年にはマデイラ諸島が、1427年にはアゾレス諸島が発見され、1434年にはそれまでヨーロッパでは世界の果てと考えられていたボハドール岬（スペイン語: Cabo Bojador アラビア語: رأس بوجدور ra's Būyadūr ラス・ブジュドゥール）を突破。以後も探検船は南下し続け、1443年にはアルギンを占領し、1488年には、バルトロメウ・ディアスが喜望峰を発見し、アフリカ大陸沿いの南下は終止符を打った。
このアフリカ大陸沿岸航路の発見により、旧来のサハラ交易は大きな打撃を受けた。アフリカの大西洋沿岸にはヨーロッパ各国の商館が軒を連ねるようになり、それまで内陸のサハラ砂漠を通過していた交易ルートの一部が大西洋経由に振り向けられるようになった。ただしサハラ交易は内陸部においては依然盛んであり、交易ルートが完全に大西洋経由へと振り替えられるのは19世紀後半までずれ込んだ。
1492年にはスペインの後援を受けたクリストファー・コロンブスが大西洋中部を横断し、バハマ諸島の1つであるサン・サルバドル島に到着した。以後、スペインの植民者が次々とアメリカ大陸に侵攻し、16世紀初頭にはアメリカ大陸の中央部はほとんどがスペイン領となった。一方、コロンブスの報が伝わってすぐ、1496年にジョン・カボットが北大西洋をブリストルから西進し、ニューファンドランド島へ到達。メキシコ湾流とラブラドル海流が潮目を成しており、世界有数の好漁場となっているニューファンドランド沖で、彼らは大量のタラの魚群を発見した。タラは日持ちもよく価値の高い魚だったため、この報が伝わるやすぐにフランスやポルトガルの漁民たちは大挙して大西洋を渡り、タラをとるようになった。1500年には、インドへの航海中だったペドロ・アルヴァレス・カブラルがブラジル北東部に到達し、1494年に締結されたトルデシリャス条約の分割線の東側だったためポルトガルによる開発が行われるようになった。1513年にはバスコ・ヌーニェス・デ・バルボアによってアメリカ大陸が最も狭まる地点であるパナマ地峡が発見され、1515年にはパナマ地峡を越える最短ルートである「王の道」が発見されたことでアメリカ大陸を越えるルートが利用可能になった。
1520年にはフェルディナンド・マゼランがマゼラン海峡を発見し、大西洋と太平洋をつなぐ航路が利用可能になった。もっともマゼラン海峡は波の荒い難所であるうえ経済の中心地域から遠く隔たっており、船を回航する際には利用されたものの商業航路としてはあまり利用されなかった。太平洋からのルートはむしろ中央アメリカのパナマ地峡やメキシコを通過することが多く、1566年からはベラクルスやポルトベロといった太平洋からの貿易ルートの終着点をめぐり、スペインのセビリアを目指すインディアス艦隊が就航するようになった。この航路によって新大陸で取れた銀がスペインに運ばれ、スペインの隆盛の基盤となった。一方でこうしたスペインの艦船に積まれた財宝を狙う私掠船や海賊もこのころから大西洋に出没するようになり、そのうちの一人であるイギリスのフランシス・ドレークは、1578年にドレーク海峡を発見している。
これらのヨーロッパ人のアメリカ大陸移住によって、大西洋両岸においていわゆるコロンブス交換が起こり、両大陸の文化に重大な影響をもたらした。旧大陸からはコムギや牛、鉄などがもたらされる一方、新大陸からはトウモロコシやジャガイモ、トマトやたばこなどがもたらされ、両地域ともに盛んに利用・生産されるようになっていった。17世紀には南アメリカからアフリカ大陸にキャッサバがもたらされ、キャッサバ革命と呼ばれる農業技術の革新が起こった。
また、上記の諸航路の発見・開発によって、アジアや新大陸の富が大西洋経由でヨーロッパ大陸へと流れ込むようになり、ヨーロッパ大陸の経済重心は大きく変化した。アジア交易の起点であるリスボンや、新大陸交易の拠点であるセビリアはいずれも大西洋に面した港町であり、それまでのヨーロッパ域内貿易に依存したバルト海・地中海地域から、域外交易を握る大西洋地域、およびそれと直結した北海地域がヨーロッパの新たな経済の中心地域となった。

### 近世

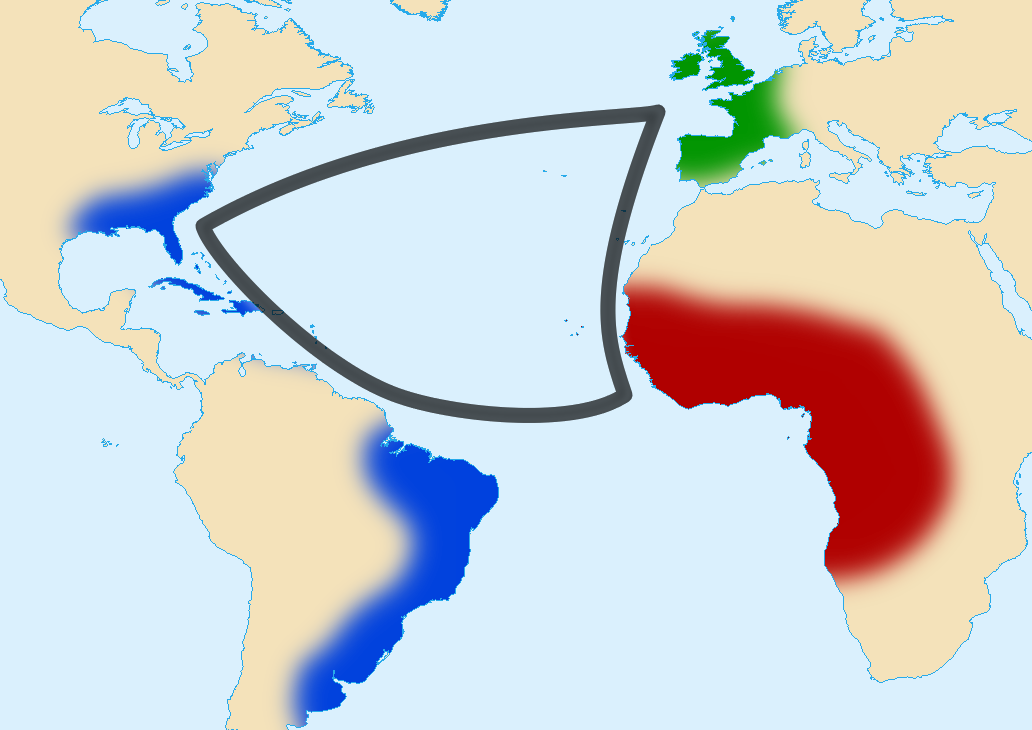
大西洋三角貿易

17世紀に入るとスペインの勢力は衰え、オランダやイギリスなどの新興国が大西洋交易を握るようになった。一時は各国が競って大西洋交易を担う西インド会社を設立したもののうまくいかず、やがて大西洋交易は一般商人によるものが主流となった。また、スペインの勢力縮小に伴って小アンティル諸島には空白地域が点在するようになり、そこにヨーロッパ諸国が競って植民地を建設していった。北アメリカ大陸においては、1607年にイギリスがジェームズタウンを建設し、さらに1620年にメイフラワー号に乗ったピルグリム・ファーザーズがプリマスを建設して、以後農業移民が続々と大西洋を渡って北アメリカ大陸東岸へと押し寄せ、18世紀末にはアメリカ東部13植民地が成立していた。これらの植民地はいずれも大西洋岸から内陸へと進出して建設されたもので、主要都市はいずれも大西洋岸にあり、本国並びに西インド諸島との大西洋交易を基盤として発展していった。
18世紀には、ヨーロッパの工業製品をアフリカに運んで奴隷と交換し、その奴隷を西インド諸島やアメリカ南部に運んで砂糖や綿花と交換し、それをヨーロッパへと運ぶ三角貿易が隆盛を極め、この貿易がイギリスが富を蓄える一因となった。一方で大量の奴隷を流出させたアフリカの経済は衰弱し、のちの植民地化の遠因となった。奴隷として運ばれた黒人たちは小アンティル諸島やアメリカ南部、ブラジル北東部など各地に定着し、やがて独自の文化を形成していった。この交易はイギリス経済の根幹の一つとなり、イギリス商業革命の原動力になるとともに、西インド諸島やアメリカ植民地ではイギリス文化の流入が進み、商人以外にも官僚や宣教師などの移動も活発化して、大西洋はイギリス帝国の内海になった。上記の三角貿易のほかに、英国、北米、西インドを結ぶ奴隷を商品としない三角貿易も存在した。1763年のパリ条約によって、イギリスは北アメリカ大陸からフランスをほぼ撤退させ、北大西洋の内海化をより進めた。しかし、やがて七年戦争の戦費負担を求められたアメリカ植民地が反発し、アメリカ独立戦争が勃発。1776年にアメリカ合衆国は独立することとなった。

### 近現代
19世紀に入り、アメリカ合衆国が大国となるにつれて、アメリカとヨーロッパを結ぶ北大西洋航路は世界でもっとも重要な航路となった。また、独立を達成したラテンアメリカ諸国も経済的にはイギリスにほとんどの国が従属することとなり、対南米航路においてもイギリスは優位を占めることとなった。また、19世紀にはヨーロッパ大陸から移民が大西洋を渡って陸続と南北アメリカ大陸へと押し寄せた。この時期には、輸送手段の革新と高速化も進んだ。19世紀に入って開発されたクリッパー船は帆船の頂点をなすもので、アメリカとイギリスが主な生産地であり、この両国によって使用され、これによって大西洋両岸の時間的距離は大きく縮まった。1818年には最初の帆船による定期航路がリヴァプールとニューヨークを結ぶようになり、1838年には蒸気船による定期航路がリヴァプールとブリストルからニューヨークにそれぞれ開設された。1833年には最速で大西洋を横断した船舶にブルーリボン賞が贈られるようになって、スピード競争が始まった。1858年にはアイルランドのヴァレンティア島とカナダのニューファンドランド島との間に初の大西洋横断電信ケーブルが敷設された。このケーブルは失敗したものの、1866年に再敷設された際には成功し、以後大西洋の両岸を結ぶ海底ケーブルが次々と敷設され、両岸の情報伝達は急激に改善された。1914年には大西洋と太平洋を結ぶパナマ運河が開通し、それまでマゼラン海峡を回るしかなかった船舶が中米地峡を通過することができるようになったことで両地域間のアクセスは飛躍的に向上した。
1919年以降、技術の進歩によって大西洋を飛行機で横断することが可能となり、大西洋横断飛行記録に注目が集まるようになった。1919年5月には飛行艇が着水しながらニューヨーク州ロングアイランドからポルトガルのリスボンまでの横断に成功し、同年6月にはニューファンドランド島からアイルランドまでの無着陸横断が成功。1927年5月20日にはチャールズ・リンドバーグがニューヨーク～パリ間の単独無着陸飛行に成功した。
1949年には北大西洋条約機構が設立され、北大西洋の両岸（北アメリカと西ヨーロッパ）が軍事同盟を締結したことによって北大西洋は巨大な軍事同盟の傘の下におかれることとなった。
1970年、イギリス人男性が単独で手漕ぎボート（全長約6m）による大西洋横断を果たした。イギリスからカナリア諸島を経由し、アンティグア島に142日で至ったもの。

## 国際関係
北大西洋の両岸は、北アメリカと西ヨーロッパという世界でもっとも開発された地域となっており、政治的にも経済的にも関係が深い。この両岸の協調関係を重視する政治主張は大西洋主義と呼ばれる。北アメリカ大陸のアメリカ・カナダ両国はアングロアメリカとも呼ばれる通り、イギリスから独立した国家であり両国間の関係が強い。これに対し、メキシコ以南の中央アメリカ・南アメリカ地域はスペインおよびポルトガルから独立した国家が多く、イベロアメリカとも呼ばれ、イベリア半島の両国との関係が深い。1991年からはこの両地域の首脳が年一回集結するイベロアメリカ首脳会議が開催されている。

## 経済
北大西洋は、世界で最も開発された地域である西ヨーロッパと北アメリカを結ぶため、世界で最も重要な航路の一つとなっている。資源としては、アフリカのギニア湾沖に油田が数多く存在し、ナイジェリア、赤道ギニア、ガボン、アンゴラ各国の財政を潤している。
大西洋に面する都市で最も重要な都市は、北アメリカ大陸のニューヨークである。ニューヨークはアメリカのみならず、世界で最も重要な都市となっている。ニューヨークが大きく成長したのは、大西洋岸の主要港であることのほかに、19世紀前半にエリー運河によって五大湖と連結し、内陸水系と大西洋海運との結節点となったことが爆発的発展の基盤となった。また、アメリカ大陸は南北ともにヨーロッパ大陸からの大量の移民によって建国・開発され、長らく宗主国と密接に結びついていたことから、その窓口となった大西洋岸の港湾都市は大きく成長し、その国を代表する大都市になったものも多い。重要な港湾都市としては、北アメリカ大陸のボストンやニューヨーク、マイアミ、南アメリカ大陸のブラジルにあるベレン、フォルタレザ、レシフェやサルバドール、サントスなどがある。リオデジャネイロはブラジルで最も重要な港湾都市であり、ナポレオン戦争時にポルトガル王家が疎開してきたときにはその首都となり、王家帰還の際に王家が分裂してブラジル帝国が成立した時にはその首都となって、1960年に内陸部のブラジリアに移転するまではブラジルの首都であった。アルゼンチンのブエノスアイレスはラプラタ川の河口にあり、ラプラタ川を利用したボリビア地方からの銀の輸出によって栄え、ラプラタ流域地方の中心として長く栄えた。これに対抗すべく建設されたのがウルグアイのモンテビデオであり、両都市はしばらく対抗関係にあったが、やがてモンテビデオは自己の交易圏を中心としてウルグアイとして独立し、ブエノスアイレスはアルゼンチンの貿易や文化を一手に握る存在となった。これに反対する内陸諸州との間で何度か内戦がおこったものの、対外貿易ルートを唯一握るブエノスアイレスの影響力は圧倒的で、ブエノスアイレス側の優位でこの対立は終了した。現在でもブエノスアイレスは国内ほぼ唯一の大規模港であり、国内の他地域からは懸絶した大きな存在感を保っている。
アフリカ大陸においては、ヨーロッパ諸国によって19世紀に植民地化が進められたが、その際の拠点となるのが大西洋岸の大規模港湾だった。本国との連絡や開発の都合もあり、植民地の首都も多くはその大規模港湾都市におかれた。1960年代にその植民地のほとんどは独立したが、独立後の首都はそのまま大規模港湾都市におかれることが多かった。現在でも、セネガルのダカール、ガンビアのバンジュール、ギニアビサウのビサウ、ギニアのコナクリ、シエラレオネのフリータウン、リベリアのモンロビア、ガーナのアクラ、トーゴのロメ、ベナンのポルトノボ、アンゴラのルアンダといった港湾都市は首都となっている。一方で、コートジボワールのアビジャンやナイジェリアのラゴスのように独立後に首都が内陸部に移転し、大経済都市としての役割のみ残っているところや、モロッコのカサブランカやタンジール、ベナンのコトヌーやカメルーンのドゥアラ、コンゴ共和国のポワントノワール、南アフリカ共和国のケープタウンのように、純粋に港湾都市として成長してきた大都市も存在する。モーリタニアのヌアクショットも大西洋岸の都市であるが、ここは独立直前に行政を担うための都市として建設された計画都市である。
ヨーロッパ大陸においては、大西洋に面した大都市はそれほど多くない。これは、属海である地中海やバルト海、縁海である北海内の経済活動のほうが従来大きかったことによる。ポルトガルのリスボンやアイルランドのダブリンを除けば、あとは首都は存在せず、イギリスのリヴァプール、ブリストル、プリマス、グラスゴー、アイルランドのコーク、フランスのブレストやボルドー、ポルトガルのオポルト、スペインのカディスなどの数十万人規模の港湾都市が点在する。これらの都市は18世紀から19世紀にアメリカ大陸との貿易によって繁栄した。

## 大西洋に接する国と地域

### ヨーロッパ
- ベルギー
- デンマーク
- ドイツ
- スペイン
- フランス
- フェロー諸島
- ガーンジー
- マン島
- アイルランド
- アイスランド
- ジャージー
- オランダ
- ノルウェー
- ポルトガル
- スウェーデン
- イギリス

### アフリカ
- アンゴラ
- アゾレス諸島
- ベナン
- ブーベ島
- コートジボワール
- カメルーン
- コンゴ民主共和国
- コンゴ共和国
- カーボベルデ
- 西サハラ (モロッコ占領中)
- ガボン
- ガーナ
- ギニア
- ガンビア
- ギニアビサウ
- 赤道ギニア
- カナリア諸島
- リベリア
- マデイラ諸島
- モロッコ
- モーリタニア
- ナミビア
- ナイジェリア
- セネガル
- セントヘレナ
  -  アセンション島
  -  セントヘレナ
  -  トリスタンダクーニャ
- シエラレオネ
- サントメ・プリンシペ
- トーゴ
- 南アフリカ共和国

### 南アメリカ
- アルゼンチン
- ブラジル
- チリ
- コロンビア
- フォークランド諸島
- フランス領ギアナ
- ガイアナ
- サウスジョージア・サウスサンドウィッチ諸島
- スリナム
- ウルグアイ
- ベネズエラ

### カリブ海
- アルバ
- アンギラ
- アンティグア・バーブーダ
- バハマ
- サン・バルテルミー
- バルバドス
- キューバ
- キュラソー
- ケイマン諸島
- ドミニカ国
- ドミニカ共和国
- グレナダ
- グアドループ
- ハイチ
- ジャマイカ
- セントルシア
- サン・マルタン
- マルティニーク
- モントセラト
- オランダ領カリブ
- プエルトリコ
- セントクリストファー・ネイビス
- シント・マールテン
- タークス・カイコス諸島
- トリニダード・トバゴ
- セントビンセント・グレナディーン
- イギリス領ヴァージン諸島
- アメリカ領ヴァージン諸島

### 北アメリカ、中央アメリカ
- ベリーズ
- バミューダ
- カナダ
- コスタリカ
- グリーンランド
- グアテマラ
- ホンジュラス
- メキシコ
- ニカラグア
- パナマ
- サンピエール島・ミクロン島
- アメリカ合衆国

## 大西洋ニーニョ
数年に一度の頻度で発生する現象で、太平洋のエルニーニョ現象ほど水温偏差は大きくない。周辺地域の南アメリカやアフリカの気候への影響は大きく、熱帯域で洪水や干魃を発生させる要因となっているほか、エルニーニョにも影響を与えていることも示唆されている。発生のメカニズムはエルニーニョ現象と同様に、「数年に一度、弱まった貿易風の影響で、西側の暖水が東へと張り出す」タイプと「赤道の北側で海洋表層の水温が通常よりも暖められ、暖められた海水が赤道域に輸送される」があると考えられている。